# ايه سي في-15
ايه سي في-15 (بالإنجليزية: ACV-15)‏ هي تسمية لعائلة من المركبات القتالية البرمائية للمشاة التي طورتها شركة الدفاع التركية FNSS Savunma Sistemleri A.Ş. تم تصنيعها بواسطة شركة DRB-HICOM Defence Technologies (DefTech). ويعد التصميم محاولة للجمع بين قدرات مركبات القتال للمشاة (IFV) وناقلات الجند المدرعة (APC). يعتمد تصميم مركبة ACV-15 على مركبة المشاة القتالية المتقدمة الأمريكية، والتي تعتمد بدورها على ناقلة الجنود المدرعة الأمريكية المشهورة M113A1.

## تاريخ

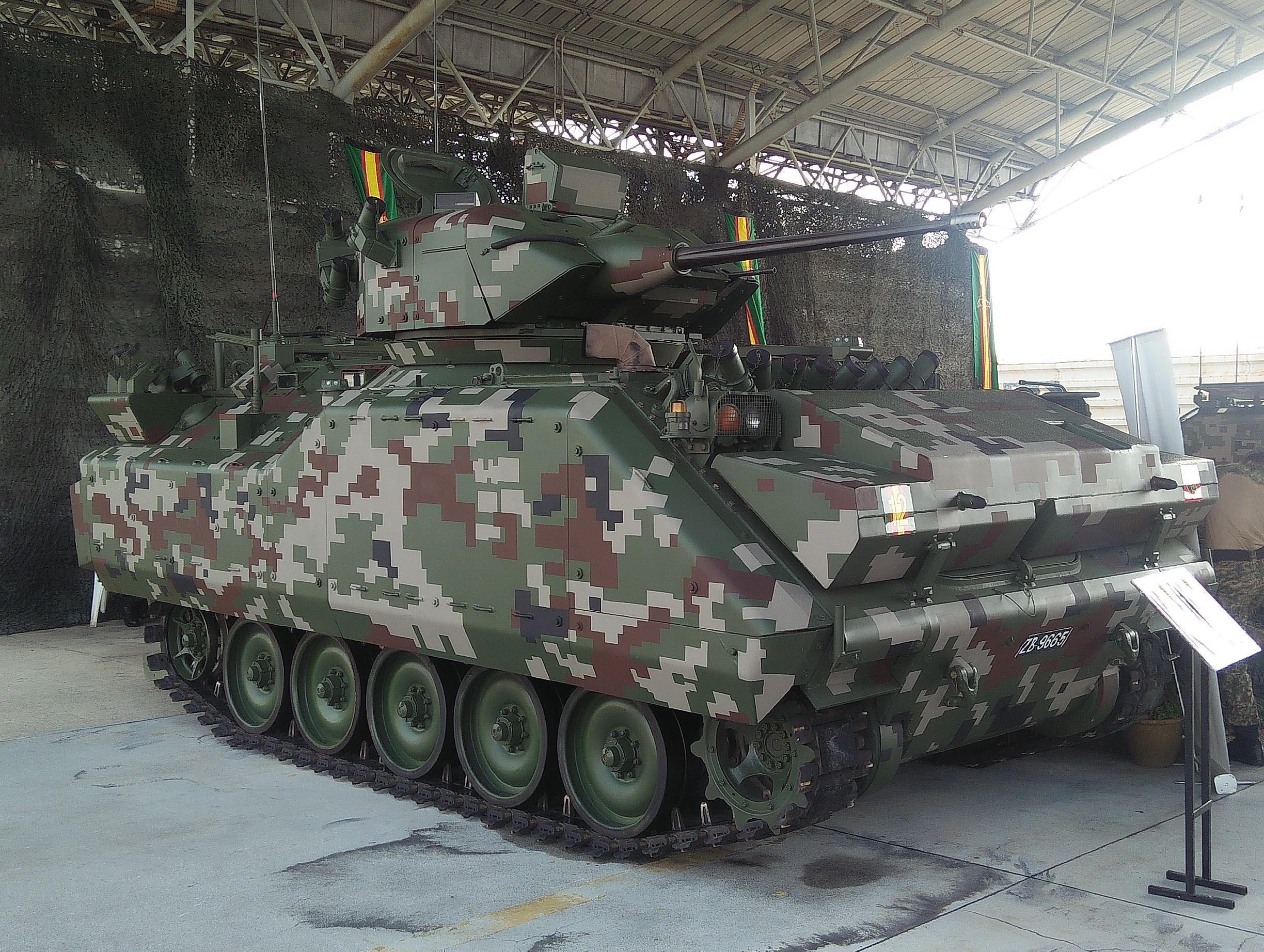
دبابة ACV-300 Adnan التابعة للجيش الماليزي بالتمويه الرقمي.

قامت شركة FNSS بتطوير ACV-15 على أساس مركبة AIFV لتلبية متطلبات القوات البرية التركية (TLFC). تم تسليم المركبات الأولى في عام 1992. تحتوي المركبة على برج يعمل آلي لشخص واحد مسلح ببندقية عيار 25. مدفع عيار 7.62 ملم ومدفع رشاش محوري عيار 7.62 ملم. أحدث تطورات شركة FNSS Defense Systems هي مركبة القتال المدرعة من الجيل الجديد والتي تحتوي على عجلة طريق إضافية على كل جانب، مما يمكنها بالقيام بمجموعة أوسع من المهام في ساحة المعركة لأنها تتمتع بحجم داخلي أكبر وقدرة أكبر على حمل الحمولة. المركبة برمائية بالكامل، حيث يتم دفعها في الماء بواسطة مساراتها. تشمل المعدات القياسية معدات الرؤية الليلية السلبية، ونظام الحماية من الأسلحة النووية والبيولوجية والكيميائية، وقاذفات القنابل الدخانية.
توجد هذه المركبة في الخدمة في تركيا (2,249) والإمارات العربية المتحدة (تم تسليم 136 منها). في عام 2000م، طلبت ماليزيا 267 دبابة من طراز ACV-15 في إصدارات مختلفة، وقد تم تسليمها جميعًا.

## المسخدمون
- الأردن[3] 100 مركبة ACV-S في الخدمة.
- ماليزيا[3] 267 مركبة ACV-300 Adnan في الخدمة.
- الفلبين[4][5][6] 6 مركبات ACV-300 في الخدمة.
- سوريا[7] مركبة واحدة، استولت عليها من داعش التي استولت عليها بدورها من الجيش التركي.
- تركيا[3] 2249 مركبة من طراز ACV-15 في الخدمة. بعضها مُنِح لقوات الجيش السوري الحر. منذ عام 2016، استخدم الجيش السوري الحر مركبات ACV-15 ضد تنظيم الدولة الإسلامية ووحدات حماية الشعب خلال عملية درع الفرات.
- الإمارات العربية المتحدة[3] 133 مركبة ACV-15 في الخدمة.
- ليبيا استخدمتها حكومة الوفاق الوطني خلال هجوم طرابلس 2019-2020 (50 مركبة على الأقل).

## صور

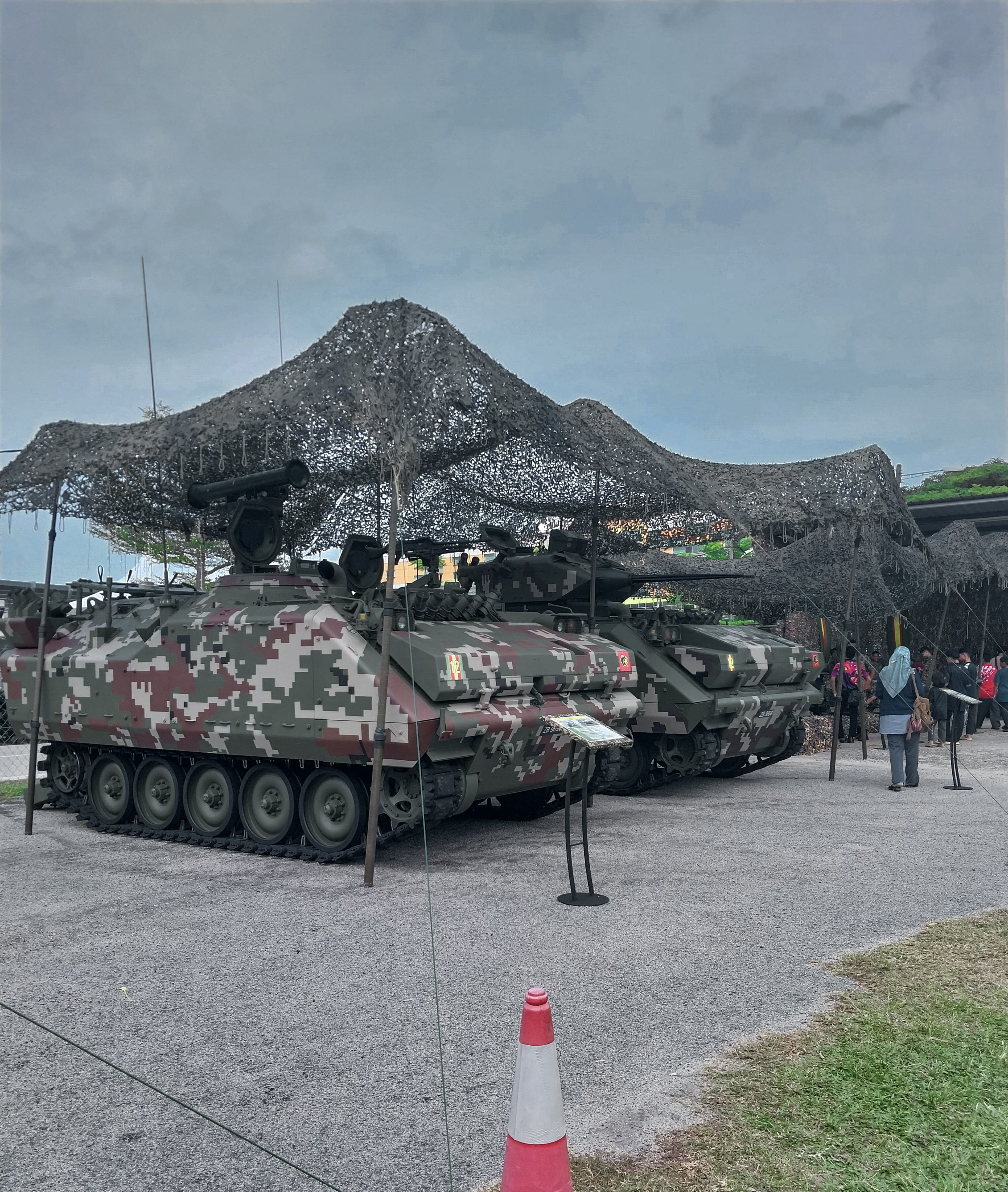
دبابة ACV 300 عدنان التابعة للجيش الماليزي معروضة (2024).
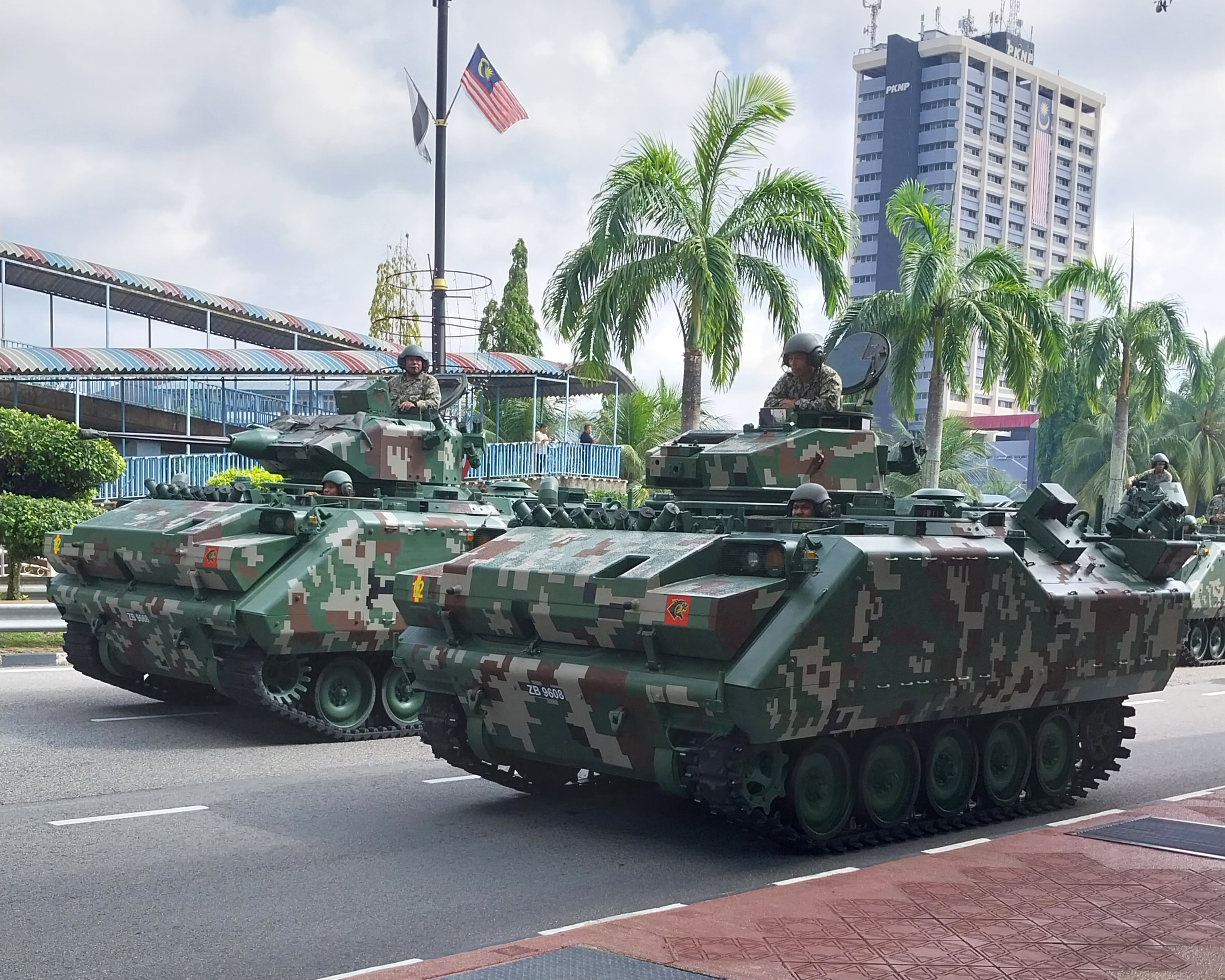
دبابة ACV-300 عدنان من الماليزي في 2023.
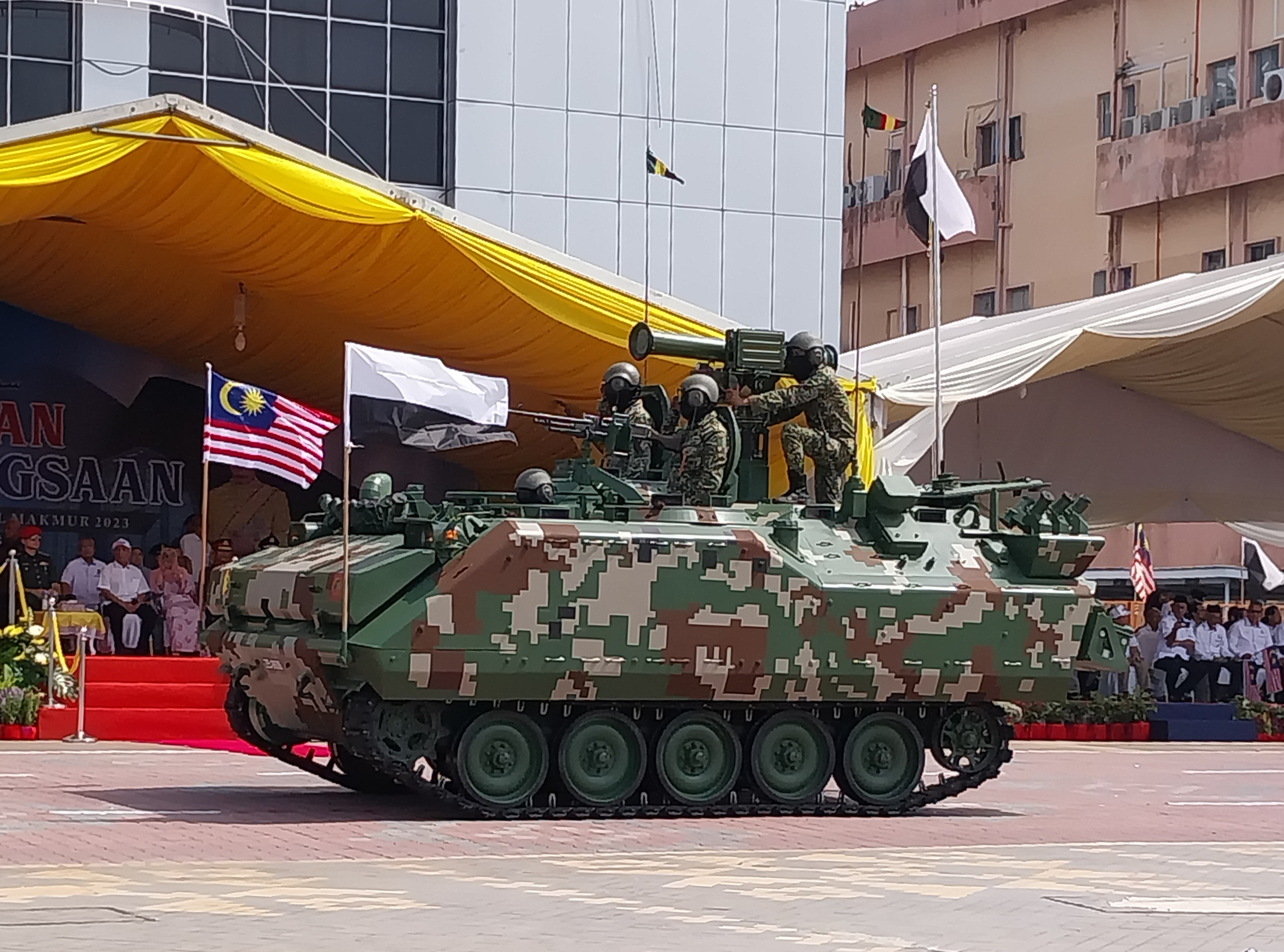
ACV-300 تابعة للجيش الماليزي.
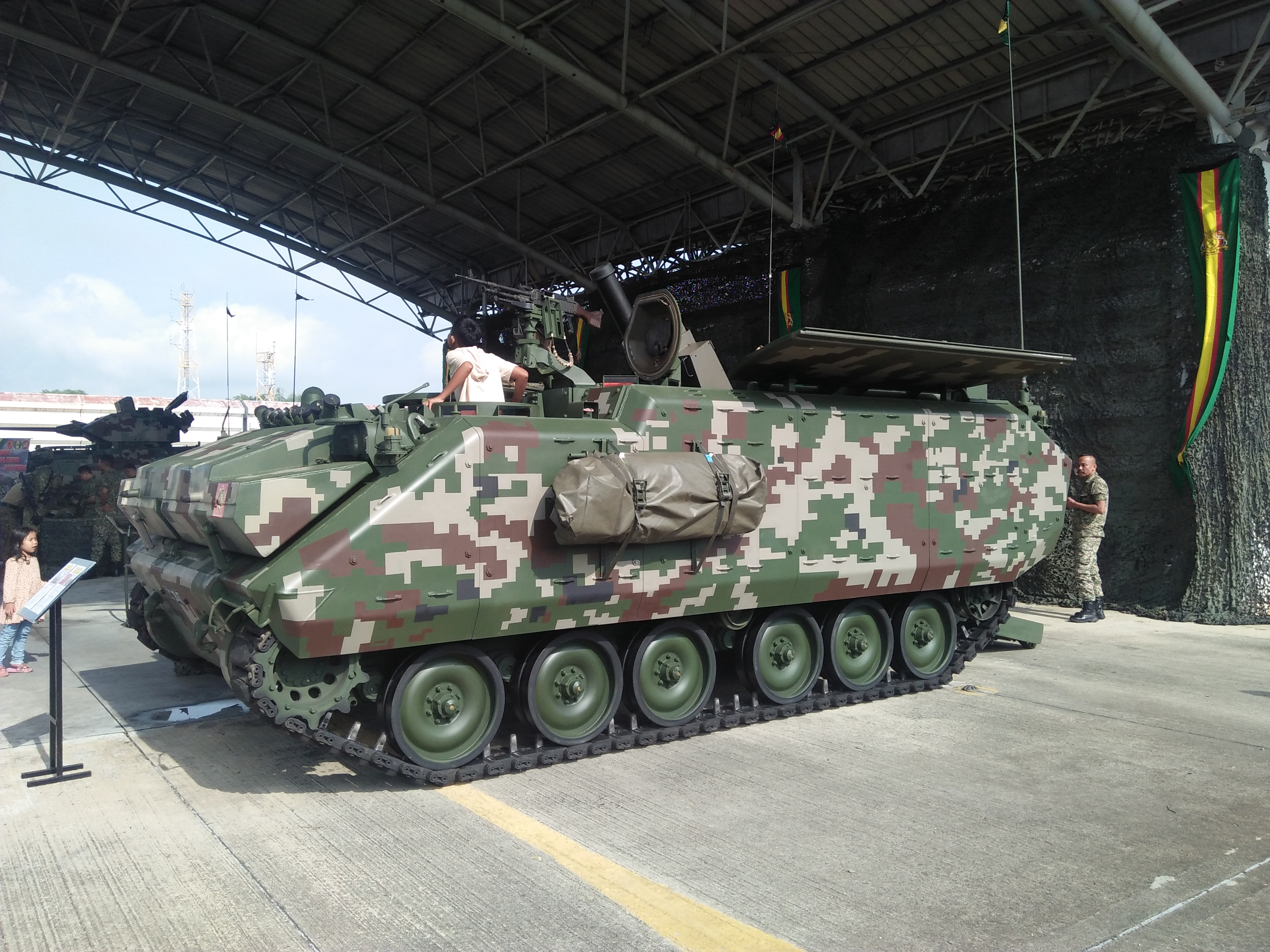
نسخةهاون ACV-300 عدنان 2R2M للجيش الماليزي.
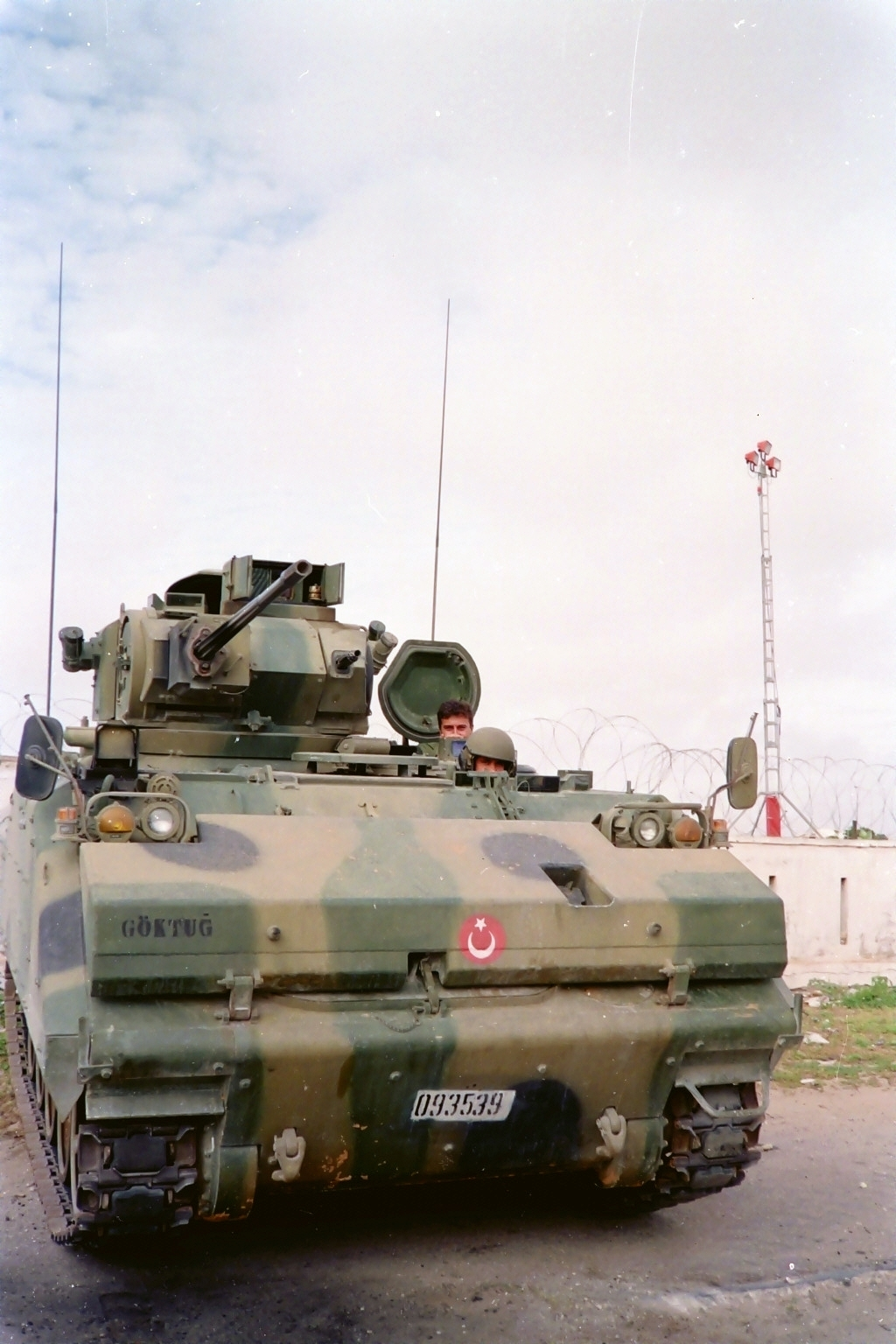
القوات البرية التركيةACV-15 في الصومال.
القوات البرية التركيةACV-15 فيالبوسنة.